# Gazociąg Langeled

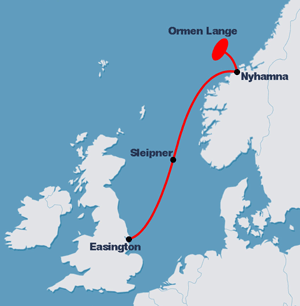
Mapa trasy rurociągu

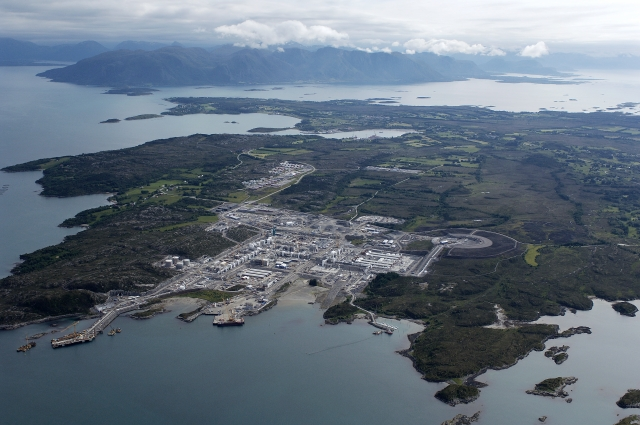
Terminal Nyhamna

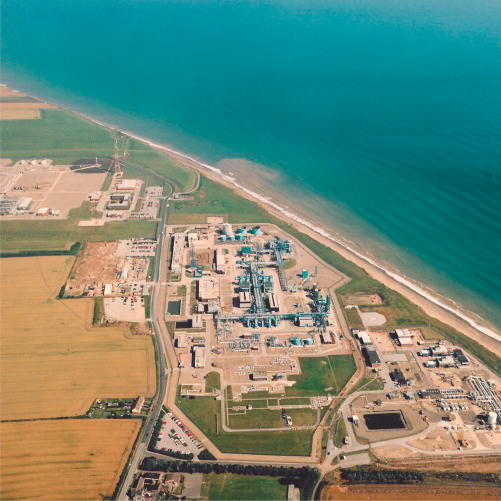
Terminal Easington

Gazociąg Langeled (projekt Langeled, rurociąg Langeled) – podwodny rurociąg służący do przesyłu gazu ziemnego z norweskiego pola gazowego Ormen Lange do Wielkiej Brytanii. Do czasu zbudowania Gazociągu Północnego był najdłuższym na świecie rurociągiem podwodnym.

## Historia
Konstrukcję rozpoczęto w 2004. Największą część rurociągu zainstalowano przy użyciu Acergy Piper, dźwigu pływającego do Acergy. Inne użyte statki to Solitaire firmy Allseas i Saipem 7000 firmy Saipem.
Otwarcie rurociągu było dwustopniowe. Południowy odcinek (Sleipner Riser to Easington) rozpoczął przesył gazu 1 października 2006, północną część (Nyhamna to Sleipner Riser) otwarto w październiku 2007. Oficjalne otwarcie miało miejsce w Londynie 16 października 2006 przez premiera Tony'ego Blaira i jego norweskiego odpowiednika Jensa Stoltenberga.
W pewnym momencie projekt konsumował 30% światowej produkcji stali węglowej, taka ilość mogła doprowadzić do wzrostu jej ceny, mimo to projekt zmieścił się w budżecie i skończono go według planu.